# 金秀商事

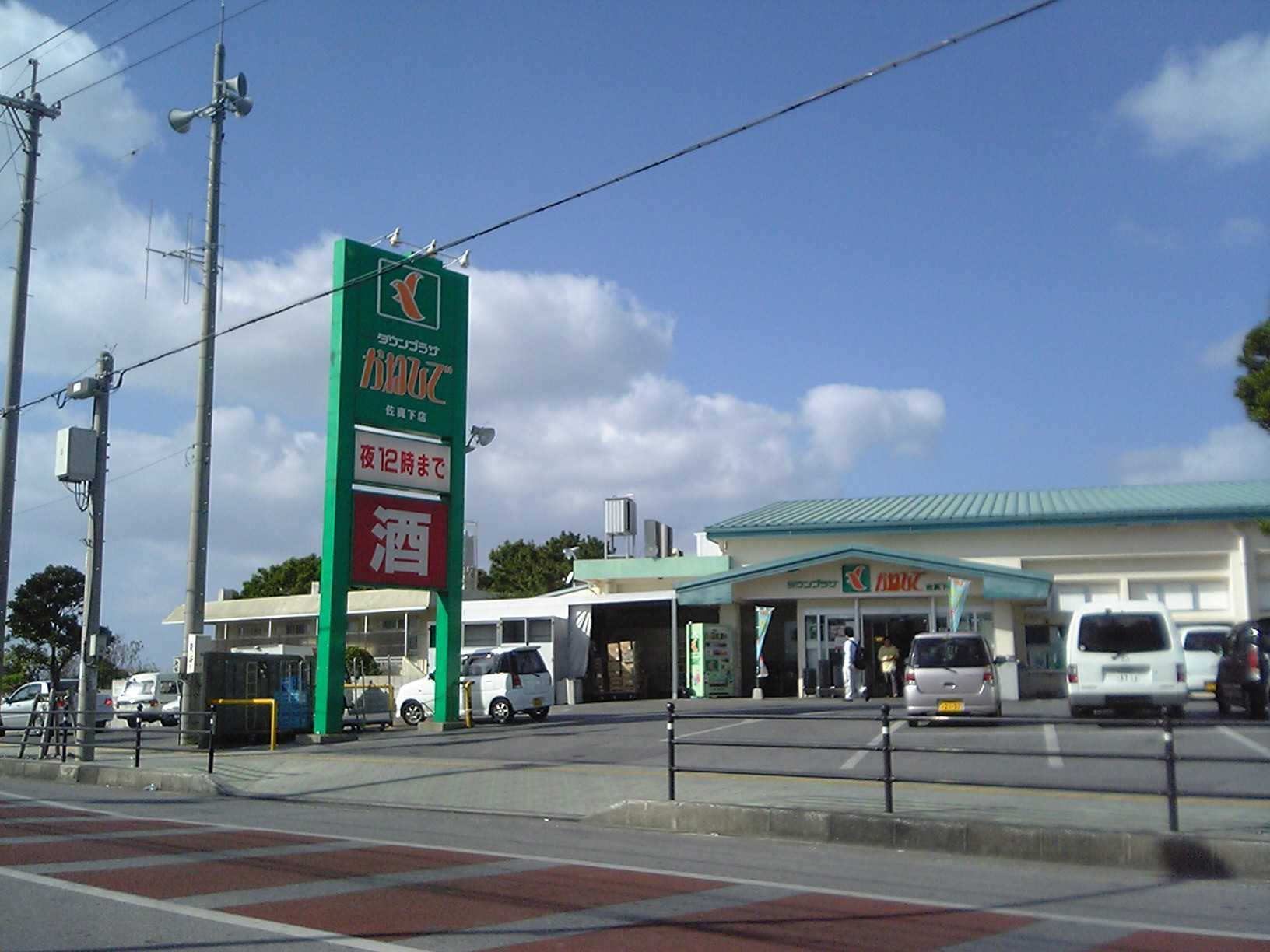
かねひでの店舗

金秀商事株式会社（かねひでしょうじ）は、沖縄県中頭郡西原町に本社を置き、スーパーマーケットを中心とした小売業を展開する企業。金秀グループ14社の1社であり、かねひでホールディングスの子会社。

## 概要
金秀グループがスーパーマーケット事業へ進出するにあたり、1982年に株式会社ヤングとして創業する。建設業のハード面が主体であった同グループにとって、流通業への進出でソフト面への事業展開を目指した創業者の意向を背景に、現会長・呉屋守將氏によって発足した。同社の基幹事業である小売・流通業は、グループ全体の売上の6割を占める中核企業である。2000年代からはリゾート施設の運営も手掛けており、沖縄本島北部でリゾートホテル、ゴルフ場、レストランを展開している。
現在、スーパーマーケット業態の「タウンプラザかねひで」58店舗、小型店の「ジップマート」3店舗を展開、ドラッグストアの「ツルハドラッグ」4店舗、コンビニエンスストアの「セブン-イレブン」14店舗をフランチャイズ展開、リゾート施設3店舗と沖縄県庁内の売店を運営している。
2005年に独自のポイントプログラム「スマイルカード」を導入、2016年にスマイルカードを廃止し「Tポイント」に切替えた。2021年にはTポイントを廃止し、現在は県内のスーパーマーケットでは初となる「楽天ポイント」を導入している。(ただし、楽天Edyに関してはサンエーが先に導入しており、それにつくポイントはサンエーポイントである。)

## 沿革
- 1982年（昭和57年）7月1日 - 前身である株式会社金秀物産の子会社として「株式会社ヤング」を設立。スーパーマーケット事業をスタート。
- 1983年（昭和58年）
  - 8月 - 当時スーパーマーケットを4店舗展開していたエコー商事の全株式を取得。
  - 10月 - 「金秀商事株式会社」に商号変更。同時に金秀物産の食品小売部門を移管、翌月にスーパー店舗名を「タウンプラザかねひで」に改める。
- 1988年（昭和63年）3月 - 現在地に本社社屋、配送センターを新築。
- 1990年（平成2年）1月 - 金秀・都パレスが運営していた結婚式場「かねひで都パレス」を移管。
- 1991年（平成3年）4月 - 金秀鋼材が運営していた家電販売「ダイイチ」（後に「家電ショップかねひで」へ店名変更）、スポーツ用品販売「スポーツプラザかねひで」を移管。
- 1994年（平成6年）4月 - 金秀エンタープライズを吸収合併、リゾートホテルの「恩納マリンビューパレス」を移管。
- 1997年6月 - 代表取締役社長に前村善徳氏が就任。
- 1998年（平成10年）10月 - 第一産業を吸収合併、糸満市兼城のホームセンター「サンプラザいとまん」を移管。
- 1999年（平成11年）12月9日 - 商業施設内には初めて入居する中城モール店をオープン[2]。
- 2000年（平成12年）11月3日 - 糸満市兼城に複合商業施設「サンプラザいとまん」を拡大オープン[3]。同社が出店する初のホームセンターである。
- 2001年（平成13年）1月 - ホームセンターかねひではにんす宜野湾店オープン。
- 2005年（平成17年）
  - 4月 - スーパー店舗へポイントカードシステム「スマイルカード」を導入。
  - 8月 - 「家電ショップかねひで」撤退[4]。
  - 12月 - ホームセンターにポイントカードを導入。
- 2006年（平成18年）
  - 5月25日 - 代表取締役社長に呉屋守将会長が兼務。
  - 7月 - 中頭郡嘉手納町字兼久の複合商業施設「ネーブルカデナ」内に「ホームセンターかねひでネーブルカデナ店」オープン。
- 2007年（平成19年）
  - 8月8日 - 県内同業者のリウボウストア、丸大と同時に、流通グループ大手のCGCグループに加盟。同年10月からプライベートブランド商品を導入[5]。
  - 9月16日 - 同社が所有する結婚式場「かねひで都パレス」を、沖縄ワタベウェディングに貸出し・運営する「エリスリーナ西原ヒルズガーデン」として新装オープン[6][7]。
- 2008年（平成20年）12月4日 - 島尻郡与那原町東浜の複合商業施設「マリンプラザあがり浜」内に「マリンプラザかねひで 東浜店」、「ホームセンターかねひであがり浜店」[注 1]オープン。
- 2011年（平成23年）
  - 2月8日 - ホームセンター最大手のカインズ（本庄市）とフランチャイズ契約を締結[8]。
  - 4月20日 - ホームセンターかねひでサンプラザいとまんを「カインズホームFCサンプラザ糸満店」に転換しオープン[9]。沖縄県初出店となる。
- 2013年（平成25年）10月23日 - 新業態となる小型スーパー「ファストストア ジップマート」を那覇市宇栄原の「さつきプラザ」内にオープン[10]。
- 2014年（平成26年）
  - 3月1日 - ホームセンター事業を金秀興産へ譲渡し、沖縄県内のカインズ2店舗の運営を移管[11][12]。
  - 3月31日 - 金秀リゾートを吸収合併し、喜瀬カントリークラブ、喜瀬ビーチパレス、恩納マリンビューパレスの運営を移行[13]。
  - 6月20日 - 全店舗でマルチ決済サービスを導入[14]。
- 2015年（平成27年）3月1日 - 代表取締役社長に中地健氏が就任[15]。
- 2016年（平成28年）
  - 3月29日 - スマイルカードの提供・利用を終了。
  - 4月1日 - 共通ポイントプログラム「Tポイント」を導入[16]。同年9月からは電子マネーの「Tマネー」を導入。
- 2018年（平成30年）9月13日 - ドラッグストアを展開するツルハ（札幌市）とのフランチャイズ契約を締結[17][18]。
- 2019年（平成31年/令和元年）
  - 3月1日 - 代表取締役社長に知念三也氏が就任。
  - 3月28日 - 浦添市宮城に「ツルハドラッグ 宮城店」をオープン。沖縄県初出店となる[19][20]。
  - 6月 - 資本金を1億円から3千万円に減資し、中小企業に分類される[21][22]。
- 2021年（令和3年）4月1日 - Tポイントの利用を終了し、楽天ポイント（楽天ペイメント）を導入[23]。県内のスーパーマーケットで楽天ポイントを導入するのは、同社が初めてである。

## 店舗・業態
2025年1月現在。

### タウンプラザかねひで
主力とするスーパーマーケット業態。
2010年ごろの出店やリニューアルから、店舗名を「タウンプラザかねひで○○店」から「タウンプラザかねひで○○市場」に改め、外観や内装をその地域の文化や芸能をイメージした装飾が施されるようになった。
更に、2016年ごろにロゴマークのデザインがマイナーチェンジされ、シンボルマークが四角形から丸形になり、「かねひで」の書体も刷新された。

### かねひでジップマート
惣菜や生鮮食品に注力した小型スーパー業態。
- さつき店（那覇市）
- 美原店（沖縄市）
- 宜野座店（宜野座村）

### 沖縄県庁内売店
『サンプラザ県庁店』として、沖縄県庁の売店を運営している。
- サンプラザ県庁店（那覇市・沖縄県庁地下1階）

### ツルハドラッグ byかねひで
ドラッグストア事業への参入を検討していた同社と、早期の全国展開実現を目指すツルハとの提携により、2019年から出店開始。
- 与那原店（島尻郡与那原町）：かねひで運玉ゆいゆいプラザ内に所在。
- 宮城店（浦添市）：旧タウンプラザかねひで宮城店。
- 糸満店（沖縄市）：サンプラザ糸満内に所在。
- 名護店（名護市）：2022年7月18日開店。タウンプラザかねひで なご湾市場内に所在。
- 登川店（沖縄市）：タウンプラザかねひで登川市場駐車場に所在。

### セブン-イレブン
沖縄県内のセブン-イレブン店舗の一部を運営している。
- 那覇旭町金秀ビル前店（那覇市）：カフーナ旭橋C街区内に所在。
- 壺川駅前店（那覇市）：壺川ビル1階に所在。
- 那覇与儀東店（那覇市）：旧タウンプラザかねひで与儀東店。
- 糸満兼城サンプラザ糸満店（糸満市）：サンプラザ糸満内に所在。
- 浦添前田店（浦添市）
- 浦添城間かねひで店（浦添市）：タウンプラザかねひで牧港58市場内に所在。
- 琉球大学東口店（中頭郡中城村）
- 沖縄国際大学店（宜野湾市）：沖縄国際大学キャンパス内に所在。
- 読谷波平店（中頭郡読谷村）
- 沖縄照屋2丁目店（沖縄市）
- 沖縄宮里4丁目店（沖縄市）
- うるま宮里店（うるま市）
- うるま勝連平安名店（うるま市）
- 名護名桜大学前店（名護市）

### 過去の業態
- 家電ショップかねひで - 2005年8月に撤退。
- ホームセンターかねひで - 2011年4月にカインズとの提携に伴い、サンプラザ糸満店・あがり浜の2店舗をカインズホームに転換し、2012年3月に撤退。ネーブルカデナ店跡にはホームセンタータバタが入居した。2014年にホームセンター事業を同グループの金秀興産に譲渡した。
- かねひで コンビニエンスストアーpocket 与那城店 - 2015年10月まで西原町で営業していたコンビニエンスストア。惣菜や食料品を中心とした小型店舗。営業時間は午前6時〜午後11時。

## 過去に存在した店舗
いずれも「タウンプラザかねひで」業態。
- プラザハウス店 - 2018年12月閉店
- 真玉橋店
- 与儀東店 - 2020年9月閉店。現セブン-イレブン那覇与儀東店
- 寄宮店
- 与儀店
- ショッパーズあわせ店 - 2012年12月閉店。
- ネーブルカデナ店
- 南西店 - 現コープ なご宮里店
- 宇栄原店
- 平良店 - 那覇市首里平良町
- 宮城店 - 現ツルハドラッグ宮城店
- 泡瀬店 - 現ファミリーマート アワセベイストリート店
- 美里店 - 現トーエイ 美里店
- 前田店 - 前田国際市場として移転

## 不祥事

### 食品期限切れ問題
- 2008年9月28日、広栄店（浦添市西原）で賞味期限切れの豚肉4袋に、本来は「賞味期限2008年9月25日」と記された袋のラベルの上に、「消費期限2008年10月2日」を重ね貼りしていたことが発覚[24]。2袋のうち1つを購入した顧客の指摘で発覚し、金秀商事は不適切な販売だったことを認め、記者会見で謝罪した。会見では故意の偽装ではなく、あくまでもミスであったと主張した。しかし、期限を過ぎても冷凍庫に保存されていた点については「担当者が見落とした」とし、ラベルを見落とした上に同一価格の違うラベルを貼ったことに関する経緯は不明なままに終わった[25]。また、内規では禁止されている売価変更時のラベルの二重貼りが、同店では常態化していたことも明らかとなった[26]。
- 9月30日、美浜店（中頭郡北谷町美浜）で賞味期限が2か月過ぎていたかつお削り節12点が店頭に並んでいたことが分かった。同社は期限切れの豚肉販売を受け、店舗内の商品の確認を行っていたとしているが、「生鮮中心でドライの商品まで回らなかった」と釈明した[27]。10月1日に、原因究明と再発防止を図るべく、対策本部を設置した[28]。
- 10月1日、本社での記者会見で、記者からの「他店舗にも期限切れ商品はないのか」との質問に対し、県内のほぼ全店で賞味期限切れの商品が見つかったと初めて明らかにした[29]。1舗あたり平均26点、合計約1,600点に上り、その9割ほどの約1,400点を店頭販売していたと説明した[30]。また、県の条例では商品回収前の問題発覚時に報告を義務付けているが、同社はこの一連の問題を県へ報告していなかったことも明らかになった[31]。県福祉保健部薬務衛生課と県中央保健所などによる調査では、賞味期限切れで回収した商品は計2,684点に上ることが分かった[32]。
- 10月4日、期限切れ商品を購入した可能性のある顧客に対し、謝罪とともに、対象商品名・メーカー名などを記した告知文を掲載、商品の返金や交換を受ける姿勢を示した[33]。
- 10月7日、県は同社を「厳重注意」の行政指導を行い、27日には賞味期限切れの豚肉にラベルを重ね貼りしていた問題に対し、JAS法に基づき文書で指導した[34]。